# Regillio Simons
Pour les articles homonymes, voir Simons.
Regillio Simons, né le 28 juin 1973 à Amsterdam, est un ancien footballeur néerlandais jouant au poste d'attaquant, entraîneur du FC Volendam depuis décembre 2023.

## Biographie
Né aux Pays-Bas, Regillio Simons est originaire du Suriname. Il a entre autres représenté Willem II et Fortuna Sittard.
Il a deux fils également footballeurs, Faustino (né en 1996) et Xavi Simons (né en 2003).